# Klaus Enders
Klaus Enders (* 2. Mai 1937 in Wetzlar; † 20. Januar 2019 in Aßlar) war ein deutscher Motorradrennfahrer. Zwischen 1967 und 1974 wurde er als Pilot, zusammen mit den Beifahrern Ralf Engelhardt und Wolfgang Kalauch, auf BMW insgesamt sechsmal Seitenwagen-Weltmeister.

## Karriere
Klaus Enders begann seine Karriere Anfang der 1960er Jahre, zuerst startete er sowohl als Solofahrer wie auch in der Seitenwagen-Klasse. 1963 wurde er deutscher Juniorenmeister in der 500-cm³-Klasse. Im Jahr 1964 stand er auf Norton vor dem Gewinn der Deutschen Meisterschaft der Klasse bis 500 cm³, ein Sturz bei dem entscheidenden Rennen auf der Berliner AVUS mit nahezu 220 km/h durch ein plattes Vorderrad entschied dann zugunsten von Walter Scheimann. 1966 entschloss sich Enders, sein Hauptaugenmerk auf die Seitenwagenklasse zu legen.
Im Jahr 1966 errang der Wetzlarer, zusammen mit Beifahrer Reinhold Mannischeff, beim Rennen im belgischen Spa-Francorchamps mit Platz vier seine ersten WM-Punkte, in den drei WM-Läufen zuvor waren sie jeweils ausgefallen. Manischeff zog sich direkt danach aus beruflichen Gründen zurück. Beim folgenden Rennen, der Tourist Trophy auf der Isle of Man, startete Enders mit Ralf Engelhardt als Copiloten, die beiden errangen wiederum den vierten Platz, was den fünften WM-Gesamtrang einbrachte.
1967 gelang Klaus Enders mit Ralf Engelhardt dann der endgültige Durchbruch. Am 7. Mai feierte er beim Grand Prix von Deutschland auf dem Hockenheimring seinen ersten Sieg; im Saisonverlauf folgten noch vier weitere Erfolge. Da zu dieser Zeit nur die besten fünf Resultate in die WM-Wertung kamen, sicherte sich das Duo Enders/Engelhardt auf BMW mit der Maximalpunktzahl von 40 Zählern seinen ersten WM-Titel.
Nach einer weniger erfolgreichen Saison 1968, in der die beiden nur zwei zweite Plätze erringen und nur Sechster der WM werden konnten, folgte 1969 der zweite WM-Titel. Enders fuhr vier Siege ein und sicherte sich den Titel knapp vor Landsmann Helmut Fath.
Zur Saison 1970 zog sich Ralf Engelhardt aus beruflichen Gründen zurück, da ein Privatfahrer im Motorradrennsport damals kaum Geld verdienen konnte. An seine Position rückte Wolfgang Kalauch, der 1968 zusammen mit Helmut Fath bereits Weltmeister geworden war und 1969 von diesem etwas unsportlich abserviert worden war. Beim Training zum Großen Preis der Tschechoslowakei auf dem Masaryk-Ring bei Brünn stürzte das Duo Enders/Kalauch schwer. Wolfgang Kalauch wurde aus dem Seitenwagen geschleudert, musste mit schwersten Verletzungen im Krankenhaus behandelt werden und konnte nicht am Rennen teilnehmen. Glücklicherweise war Ralf Engelhardt als Zuschauer nach Brünn gereist und vertrat seinen Ersatzmann. Enders/Engelhardt gewannen das Rennen und auch die beiden verbleibenden Grands Prix. Klaus Enders gewann mit fünf Siegen, zwei mit Kalauch und drei mit Engelhardt, schließlich seinen dritten WM-Titel.
Nach einem Ausflug zum Automobilrennsport 1971 kehrte der Wetzlarer 1972 zu den Gespannrennen zurück. Im Winter 1971/72 entstand ein von Dieter Busch und Klaus Enders völlig neu konstruiertes Gespann. Busch entwickelte einen Motor mit Mittellager und einer eigenen Zündanlage, Enders seine eigene Doppel-Duplex-Trommelbremse – denn er hielt noch nichts von Scheibenbremsen – und eine eigene Naben-Konstruktion der Räder. Obwohl das Gespann erst zum dritten WM-Lauf der Saison 1972 fertig wurde, was auch ein wenig an der zögerlichen Zusage aus dem Hause BMW lag, was Motoren und Ersatzteilversorgung anbelangte, gelang Enders / Engelhardt auf Anhieb ein Sieg, jedoch noch ohne den Motor mit Mittellager. Obwohl das Duo 27 Punkte-Rückstand zu Beginn der Saison hatte, wurden sie auf Busch-BMW wieder Weltmeister. Im Jahre 1973 gewannen die beiden auf Busch-BMW alle sieben WM-Läufe, bei denen sie an den Start gingen und damit WM-Titel Nummer fünf. 1974 gelang Enders / Engelhardt, trotz der sehr starken Konkurrenz des mit Zweitaktmotor ausgestatteten König-Gespanns von Werner Schwärzel / Karl-Heinz Kleis, auf Busch-Spezial der sechste Titel.
Insgesamt gewann der Wetzlarer mit seinen Beifahrern Engelhardt und Kalauch mehr als 46 % aller Seitenwagen-WM-Läufe, bei denen er zwischen 1966 und 1974 antrat. Mit 27 Siegen ist er hinter Toni Mang zweitbester Deutscher in der ewigen Bestenliste.
Für seine sportlichen Erfolge wurden er und sein Beifahrer Ralf Engelhardt am 17. Januar 1968 mit dem Silbernen Lorbeerblatt ausgezeichnet.
Klaus Enders starb im Januar 2019 im Alter von 81 Jahren im Aßlaer Stadtteil Werdorf.

## Erfolge

### Erfolge
- 1967 – Seitenwagen-Weltmeister auf BMW zusammen mit Ralf Engelhardt
- 1969 – Seitenwagen-Weltmeister auf BMW zusammen mit Ralf Engelhardt
- 1970 – Seitenwagen-Weltmeister auf BMW zusammen mit Wolfgang Kalauch bzw. Ralf Engelhardt
- 1972 – Seitenwagen-Weltmeister auf Busch-BMW zusammen mit Ralf Engelhardt
- 1973 – Seitenwagen-Weltmeister auf Busch-BMW zusammen mit Ralf Engelhardt
- 1974 – Seitenwagen-Weltmeister auf Busch-Spezial zusammen mit Ralf Engelhardt
- 27 Grand-Prix-Siege
- 2 Ulster-Grand-Prix-Siege

### Isle-of-Man-TT-Siege
| Jahr | Klasse                         | Beifahrer        | Maschine | Durchschnittsgeschwindigkeit |
| ---- | ------------------------------ | ---------------- | -------- | ---------------------------- |
| 1969 | Sidecar 500 (Gespanne 500 cm³) | Ralf Engelhardt  | BMW      | 92,48 mph (148,83 km/h)      |
| 1970 | Sidecar 500 (Gespanne 500 cm³) | Wolfgang Kalauch | BMW      | 92,93 mph (149,56 km/h)      |
| 1973 | Sidecar 500 (Gespanne 500 cm³) | Ralf Engelhardt  | BMW      | 94,93 mph (152,78 km/h)      |
| 1973 | Sidecar 750 (Gespanne 750 cm³) | Ralf Engelhardt  | BMW      | 93,01 mph (149,69 km/h)      |